# Calendario di Cartagine
Il calendario di Cartagine è un calendario delle feste dei santi celebrati nella Chiesa di Cartagine in epoca bizantina.
Il calendario fu scoperto da Jean Mabillon nel 1682 in un manoscritto dell'abbazia di Cluny, andato poi perduto. Il testo del calendario fu pubblicato dal Mabillon e poi nella Patrologia Latina del Migne. Emendato e corretto, fu inserito da Louis Duchesne nel suo commento al Martirologio geronimiano.
In base alle depositiones episcoporum presenti nel testo, il calendario è databile al VI secolo, dopo il 505 (depositio di Eugenio di Cartagine).
Il calendario non copre tutti i giorni dell'anno, poiché va dal 19 aprile al 16 febbraio; le settimane mancanti sono quelle della Quaresima, nelle quale era proibito commemorare i santi e i martiri. Inoltre è incompleto, mancando per esempio le sante Perpetua e Felicita.